# Livingston (Tennessee)
Livingston es un pueblo ubicado en el condado de Overton en el estado estadounidense de Tennessee. En el Censo de 2010 tenía una población de 4.058 habitantes y una densidad poblacional de 242,35 personas por km².

## Geografía
Livingston se encuentra ubicado en las coordenadas 36°23′17″N 85°19′38″O / 36.38806, -85.32722. Según la Oficina del Censo de los Estados Unidos, Livingston tiene una superficie total de 16.74 km², de la cual 16.68 km² corresponden a tierra firme y (0.37%) 0.06 km² es agua.

## Demografía
Según el censo de 2010, había 4.058 personas residiendo en Livingston. La densidad de población era de 242,35 hab./km². De los 4.058 habitantes, Livingston estaba compuesto por el 96.94% blancos, el 0.91% eran afroamericanos, el 0.25% eran amerindios, el 0.2% eran asiáticos, el 0.02% eran isleños del Pacífico, el 0.54% eran de otras razas y el 1.13% pertenecían a dos o más razas. Del total de la población el 1.6% eran hispanos o latinos de cualquier raza.